# L'inferno peggiore
L'inferno peggiore è un romanzo del 2009 di Gianluca Floris, pubblicato da PIEMME.

## Trama
Per il giudice Alessandro Maniero quella nuova indagine è una vera scocciatura. Alla sua età, ormai, restare a Cagliari nel mese di Agosto è inaccettabile e quei due morti nella villa del tedesco proprio non ci volevano. La scena del crimine è composta da due uomini: Paulus Saint Paul de L'Aire, il padrone di casa, e Gino, il suo autista. I due sono seduti compostamente di fronte a uno splendido quadro, morti probabilmente per avvelenamento, tutto fa pensare a un suicidio, cosa che velocizzerebbe sicuramente la soluzione delle indagini e l'inizio delle tanto agognate vacanze. Purtroppo, però, ci sono quell'armadio distrutto a colpi d'ascia, quel quadro che non è inventariato negli archivi di Saint Paul, noto mercante d'arte, e quella donna, la Zina, governante della villa, che pare troppo sconvolta per essere estranea ai fatti. Sarà una lunga estate quella che porterà Maniero a scoprire il morboso legame che univa i due uomini alla Zina, il motivo degli strani viaggi dell'autista sul continente e un segreto nel passato apparentemente cristallino di Saint Paul, risalente alla Berlino di Hitler. E il filo rosso sarà sempre quel maledetto quadro..

## Edizioni
- Gianluca Floris, L'inferno peggiore, PIEMME, 2009.